# Uleiella paradoxa
Uleiella paradoxa är en svampart som beskrevs av J. Schröt. 1894. Uleiella paradoxa ingår i släktet Uleiella och familjen Uleiellaceae.   Inga underarter finns listade i Catalogue of Life.